# Vladimír Klement
Vladimír Klement (17. listopadu 1929, Brno – 27. května 2007, Český Krumlov) byl český pedagog a knihovník.
Narodil se a vyrůstal v rodině učitele v Brně-Židenicích jako nejstarší ze čtyř bratrů. Po náhlé smrti otce roku 1940 se rodině dostalo pomoci od církve, a tak mohl po válce vystudovat gymnázium v Českých Budějovicích.
Po ukončení studia dostal jako mladý učitel umístěnku do jihočeského pohraničí, kde měl svým dílem přispět při jeho znovuosidlování. Jeho prvním místem byla Bělá (část obce Malonty), kde se seznámil se svojí budoucí manželkou Hedvikou. Odtud se v roce 1954 stěhovali jako manželé do Frymburka. Mezitím vystudoval Pedagogickou fakultu Univerzity Karlovy, kterou absolvoval v roce 1958.
Ve Frymburku působil na zdejší základní škole jako učitel českého jazyka a hudební výchovy, dějepisu a po určitou dobu i němčiny. - Zpočátku přitom učil češtině nejen děti, ale často také jejich rodiče, reemigranty a dosídlence.
V šedesátých letech 20. století se stal ředitelem zdejší základní devítileté školy, avšak po nástupu normalizace v 70. letech neprošel stranickými prověrkami, byl z funkce ředitele odvolán a stal se opět řadovým učitelem.
Síly k překonání nepříznivého období nacházel v knihách a ve své práci knihovníka. Stal se jím už v roce 1958 a vykonával tuto funkci nepřetržitě až do své smrti, tedy téměř 50 let. Po roce 1990 se aktivně zapojil do činnosti Svazu knihovníků a informačních pracovníků (SKIP). Jeho výborná znalost němčiny pomohla jihočeským knihovníkům při hledání a rozvíjení kontaktů s jejich hornorakouskými kolegy.  Jako knihovník ve Frymburku dostal mezinárodní ocenění. V roce 1999 (při jeho sedmdesátinách) mu udělil Zemský sněm Horních Rakous stříbrný kříž jako ocenění jeho zásluh při obnovování a navazování přeshraničních kontaktů v oblasti školství a knihovnictví. Coby tlumočník a překladatel působil v devadesátých letech 20. století zároveň i v mnoha jiných oblastech. Přispěl tak k rozvoji vzájemných vztahů obcí, spolků, institucí i jednotlivých podnikatelů po obou stranách česko-rakouské hranice. Je autorem českého překladu německé kroniky města Vyšší Brod. Spolu se svou ženou Hedvikou se podílel na tlumočení při akcích, kterých se účastnili předváleční obyvatele Šumavy, žijící nyní v Rakousku a Německu.
Významné je i jeho působení v oblasti hudební. Vystudoval hru na klavír a varhany. Vedle svého působení jako učitel hudební výchovy byl v osmdesátých letech hráčem na klávesové nástroje ve frymburském tanečním orchestru, v devadesátých letech soukromě učil hře na klavír, hrával při svatebních obřadech a dlouhou řadu let vykonával službu varhaníka při bohoslužbách a to nejen ve Frymburku,ale i v Přední Výtoni.